# 달이 지고 비가 옵니다
"달이 지고 비가 옵니다"는 한국에서 제작된 박혜민 감독의 2001년 영화이다. 오수지 등이 주연으로 출연하였다.

## 출연

### 주연
- 오수지
- 김태영
- 신동혁

## 기타
- 음향: 김태오
- 미술: 임희진